# Évidemment (La Zarra-sang)
Évidemment er en popsang fra 2023 af den canadiske sangerinde La Zarra. 
Sangen er komponeret af kunstneren selv sammen med sangskriverne Ahmed Saghir, Yannick Rastogi og Zacharie Raymond. Den blev kommercielt udgivet den 19. februar 2023 og er Frankrigs deltagelse i Eurovision Song Contest 2023 i Liverpool.